# フリッツ・シュトロベンツ
フリッツ・シュトロベンツ、ハンガリー名、シュトロベンツ・フリジェシュ（Fritz Strobentz 、ハンガリー名:Strobentz Frigyes、1856年7月25日 - 1929年6月5日）はハンガリー生まれの画家である。おもにミュンヘンで活動した。

## 略歴
ハンガリーのペシュトで生まれた。1877年から1880年まで、デュッセルドルフ美術アカデミーで、フーゴー・クローラやハインリヒ・ラウエンシュタイン、ヨハン・ピーター・テオドール・ヤンセン、エドゥアルト・フォン・ゲープハルト、ユリウス・レーティングといった教師たちから学んだ 。1880年9月にミュンヘン美術院に移り、ルートヴィヒ・フォン・レフツに学んだ。
その後、ミュンヘンに定住し、ミュンヘンの画家が多く活動したダッハウの芸術家村で活動し、1880年代から外光派の画家として活動した。1892年に設立された「ミュンヘン分離派」の設立メンバーとなり、分離派のレオ・プッツのグループのメンバーであった。ミュンヘン芸術家組合(Münchner Künstlergenossenschaft)から分裂して作られた「Luitpold-Gruppe」の初期のメンバーであった。1904年のドイツ芸術家協会(Deutscher Künstlerbund)と「ミュンヘン分離派」の合同展に出展した 。ミュンヘン分離派の画家、フランツ・フォン・シュトゥックやフリッツ・フォン・ウーデと親しかった。
ハンガリーの展覧会にも出展し、1907年にハンガリーの美術愛好家団体のシニェイ・メルシェ・パール協会(Szinyei Merse Pál Társaság)の創立会員になった。
ミュンヘンで没した。

## 作品

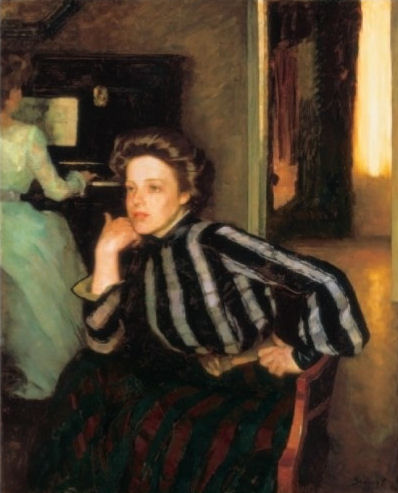
"Adagio" (1909)
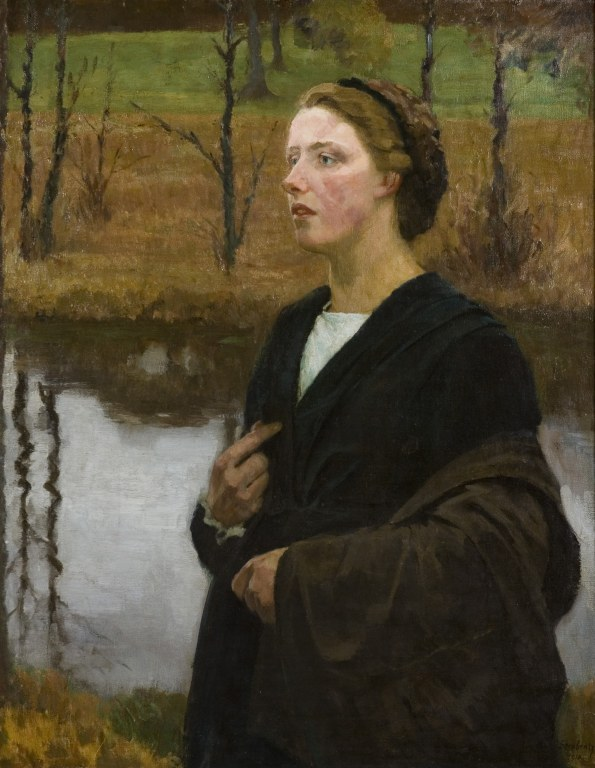
風景と女性 (1910)
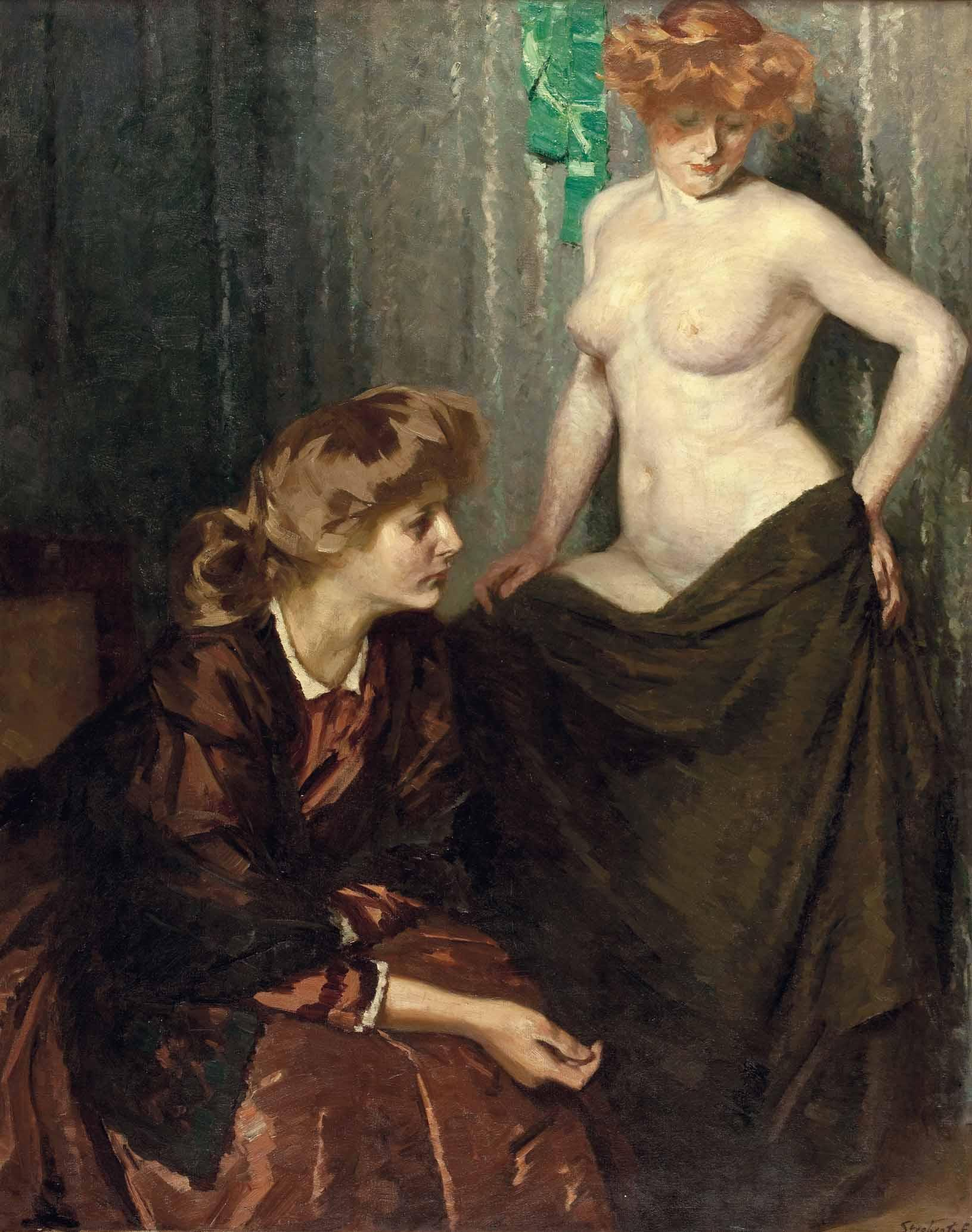
モデル
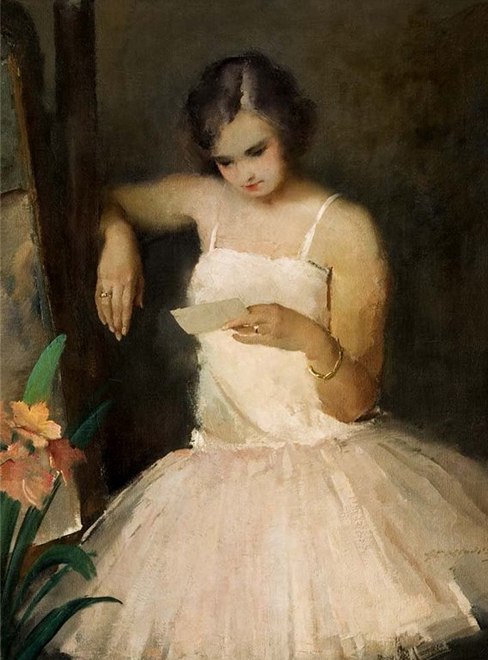
バレリーナ